# Sound Weather
Sound Weather（サウンド・ウェザー）は、フジテレビジョンをはじめとするFNN/FNS系列局にて現在深夜番組時間帯の最後に放送されている（若しくは過去に放送されていた）天気予報を伝える番組である。フジテレビでは1987年10月より放送開始。

## 概要
放送内容は、先発の『歌う天気予報』(TBS/JNN)と同じであり、往年のヒット曲若しくは最近の曲のPVに重ねて天気のテロップを流すものである。
時間は日によって違い、放送しない日もある。最長で45分ぐらい、最短で2分。
ちなみにフジテレビ放送終了間際の天気予報番組としては、「歌う天気予報」（1982年9月～1987年9月）があった。また、「おやすみのまえに」（1979年10月～1982年8月）というアナウンサーが小話をしつつ、映像はフジサンケイグループの美術館の様子を流し、字幕で天気予報を伝える番組もあった。  
また2001年5月2日の放送では、同局のバラエティ番組『めちゃ×2イケてるッ!』の企画でフジテレビ番組テレビジャックと称した「めちゃイケ大百科事典」発売宣伝の企画であり、企画の最後の番組で、めちゃイケメンバー総出演で締めくくりとして放送された。